# Tarema fuscosa
Tarema fuscosa är en fjärilsart som beskrevs av Jones 1908. Tarema fuscosa ingår i släktet Tarema och familjen Mimallonidae. Inga underarter finns listade i Catalogue of Life.